# Oscar Neuenschwander
Oscar Neuenschwander, auch Oskar Neuenschwander, (* 3. Mai 1918; † nach 1938) war ein ehemaliger Schweizer Ruderer, der 1938 den Europameistertitel im Vierer ohne Steuermann gewann.

## Werdegang
Oscar Neuenschwander startete für den Ruderclub Zürich. Bei den Olympischen Spielen 1936 trat er als jüngstes Mitglied der Schweizer Rudermannschaft mit dem Achter an, der seinen Vorlauf vor dem deutschen Achter gewann. Im Final sassen vier Ruderer im Schweizer Achter, die am gleichen Nachmittag bereits zwei Medaillen gewonnen hatten. In einem relativ engen Rennen fehlten den Schweizern am Ende die Kräfte, um im Kampf um die Medaillen mitzuwirken, mit zehn Sekunden Rückstand auf das Siegerboot aus den Vereinigten Staaten belegte der Schweizer Achter den sechsten und letzten Platz.
Bei der Europameisterschaft 1937 in Amsterdam belegten Hermann Betschart, Oscar Neuenschwander, Werner Schweizer und Karl Schmid im Vierer ohne den zweiten Platz hinter dem neu zusammengestellten deutschen Boot. 1938 in Mailand gewann der Schweizer Vierer in der gleichen Besetzung wie im Vorjahr vor den Gastgebern aus Italien.